# Siheung

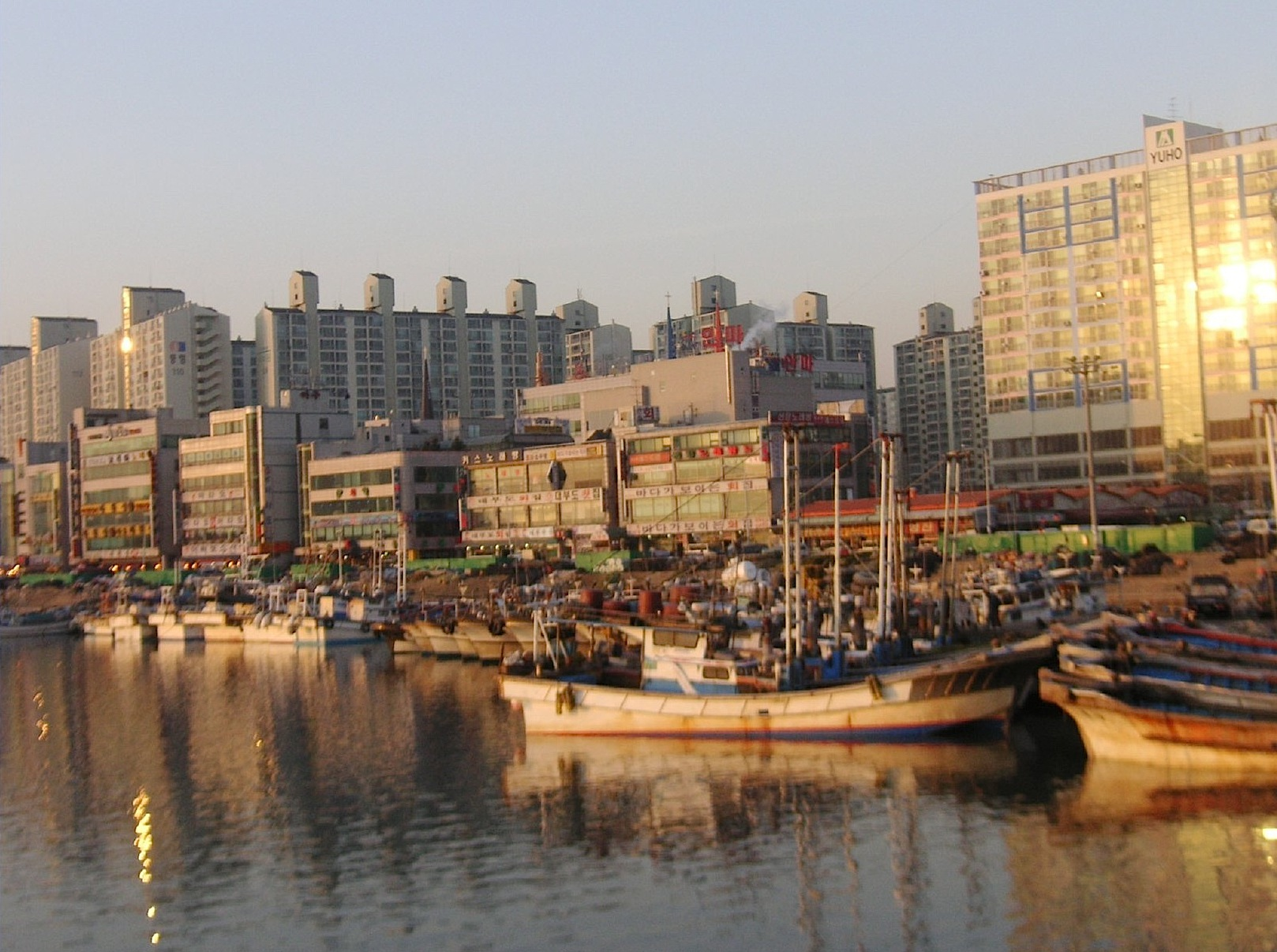
Wolgot Hafen in Siheung

Siheung (kor. 시흥) ist eine Stadt in der südkoreanischen Provinz Gyeonggi-do. Sie grenzt im Norden an Incheon und Bucheon, im Osten an Gwangmyeong und Anyang und im Süden an Ansan.
Während der Drei Reiche war das Gebiet Siheungs Teil des Baekje-Königreichs. Im Jahre 475 wurde es von der Goguryeo-Dynastie erobert.
Siheung erhielt seine aktuelle administrative Form am 1. Januar 1989, als das alte Gebiet in die Städte des heutigen Siheung, Gunpo und Uiwang unterteilt wurde. Damals hatte Siheung nur 93.000 Einwohner. Diese Zahl hat sich seitdem mehr als vervierfacht, begründet durch seine Nähe zu Seoul. Siheung umfasst auch zwei Planstädte, Sihwa und Wolgot New City, die in den 1990ern gegründet wurden. Ein großes Industriegebiet gehört ebenfalls zur Stadt.
Zum Verwaltungsgebiet gehören die Insel Oido und der Hafen Wolgot. Der Soraesan liegt ebenfalls hier.

## Persönlichkeiten
- Sohn Hak-kyu (* 1947), Politiker
- Choi Yong-woo (* 1988), Fußballspieler
- Yunchan Lim (* 2004), Pianist